# Liste der Einträge im National Register of Historic Places im Garza County
Die Liste der Registered Historic Places im Garza County führt alle Bauwerke und historischen Stätten im texanischen Garza County auf, die in das National Register of Historic Places aufgenommen wurden.

## Aktuelle Einträge
| Lfd. Nr. | Name im NRHP                    | Bild | Datum der Eintragung | Adresse/Lage                | Ort  | NRHP-ID  | Beschreibung |
| -------- | ------------------------------- | ---- | -------------------- | --------------------------- | ---- | -------- | ------------ |
| 1        | Cooper’s Canyon Site 41 GR 25   |      | 7. Nov. 1978         | Address Restricted          | Post | 78002933 |              |
| 2        | Garza County Courthouse         |      | 21. Nov. 2001        | 300 W. Main St.             | Post | 01001266 |              |
| 3        | O.S. Ranch Petroglyphs 41 GR 57 |      | 31. Jan. 1978        | Address Restricted          | Post | 78002934 |              |
| 4        | Old Algerita Hotel              |      | 23. Apr. 1975        | S corner of Main and Ave. I | Post | 75001983 |              |
| 5        | Old Post Sanitarium             |      | 21. Mai 1975         | 117 North Ave. N            | Post | 75001984 |              |
| 6        | Post West Dugout                |      | 22. Mai 1978         | Address Restricted          | Post | 78002935 |              |
| 7        | Post-Montgomery Site 41 GR 188  |      | 7. Nov. 1978         | Address Restricted          | Post | 78002936 |              |